# Batalla de Corregidor
La Batalla de Corregidor fue una batalla desarrollada durante la Segunda Guerra Mundial, entre el 5 y 6 de mayo de 1942 en Filipinas. Se enfrentaron por una parte las tropas de Estados Unidos que ocupaban las posiciones que defendían el acceso a la bahía de Manila en Filipinas, contra el ataque naval, aéreo y de infantería por parte de fuerzas japonesas. La victoria japonesa en Corregidor fue la culminación de la campaña japonesa por la conquista de la Mancomunidad Filipina durante la Segunda Guerra Mundial.
La caída de Bataán el 9 de abril de 1942, supuso el fin de toda oposición organizada por parte del Ejército estadounidense en el Lejano Oriente a la invasión de las fuerzas japonesas en Luzón, en el norte de las Filipinas. La isla bastión de Corregidor, junto a las fortificaciones a lo largo de la entrada de la bahía de Manila, fueron el último obstáculo para el 14.º Ejército al mando del Teniente general Masaharu Homma. Homma tuvo que tomar Corregidor, ya que mientras la isla permaneciera en manos estadounidenses, a los japoneses se les negaría el uso de la bahía de Manila, el mejor puerto natural del Lejano Oriente.
El ejército estadounidense recapturó la isla en 1945.

## Antecedentes

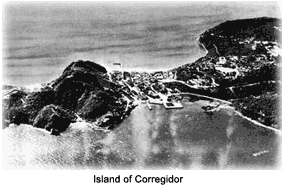
Fotografía aérea de la isla Corregidor.

### El Gibraltar del Este
La isla de Corregidor, oficialmente llamada Fort Mills, era la mayor de las cuatro islas fortificadas que protegían la boca de la bahía de Manila. Había sido fortificada y armada con potentes cañones costeros antes de la Primera Guerra Mundial. Con una longitud de 5,6 km y un ancho de 2,4 km en su cabeza, la isla con forma de renacuajo se encuentra a 3,2 km de Bataán. Su área más ancha y elevada, conocida como Topside (lado alto), alojaba la mayoría de los 56 cañones costeros.
Middleside (lado medio) era una pequeña meseta donde estaban ubicadas las posiciones de artillería, así como también las barracas de los soldados. Bottomside (lado bajo) era la zona más baja, donde estaban el muelle y el pueblo de San José. Los estadounidenses la llamaban "La Roca" e incluso el "Gibraltar del Oriente", comparándola con la fortaleza que custodia la entrada del mar Mediterráneo entre Europa y África.
La isla poseía un sistema de túneles, siendo el túnel de Malinta la mayor construcción en Corregidor. El sistema estaba conformado por el túnel principal en dirección este-oeste de 252 m de longitud y 7,3 m de diámetro, además de 25 túneles laterales, cada uno de 120 m de largo, que se ramificaban a intervalos regulares a cada lado del túnel principal. Un sistema de túneles separados al norte del túnel principal albergaba el hospital, el mismo estaba formado por 12 túneles laterales con espacio para 1000 camas. El acceso al complejo se realizaba desde el túnel principal y por una entrada externa sobre el lado norte de Malinta Hill. El sistema de túneles de la Armada, que se encontraba frente al hospital, bajo el lado sur de Malinta, estaba conectado al túnel principal por un pasillo bajo que iba a través del túnel del almacén de maestranza.
Al este se hallaba el túnel Malinta, donde estaba instalado el cuartel general del general Douglas MacArthur. Tenía muros, pisos y arcos de soporte de hormigón armado, así como respiraderos para proporcionar aire fresco, y una línea doble de tranvía eléctrico a lo largo del túnel este-oeste. El túnel Malinta proveía refugios a prueba de bombas para el hospital, los cuarteles generales y las tiendas, así como un laberinto de almacenes subterráneos.

## Defensas

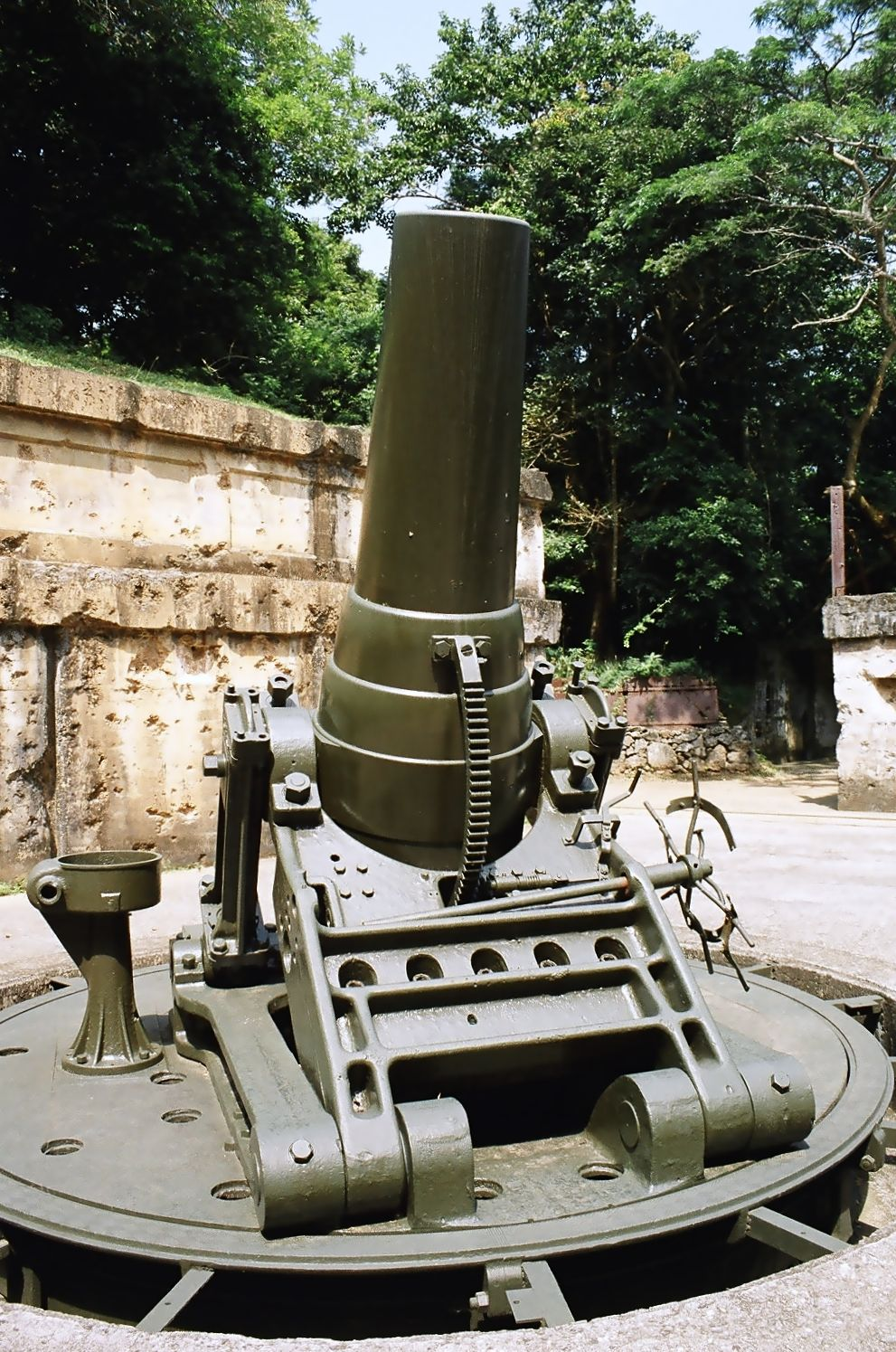
Mortero sobre afuste rotativo en Battery Way, Corregidor.

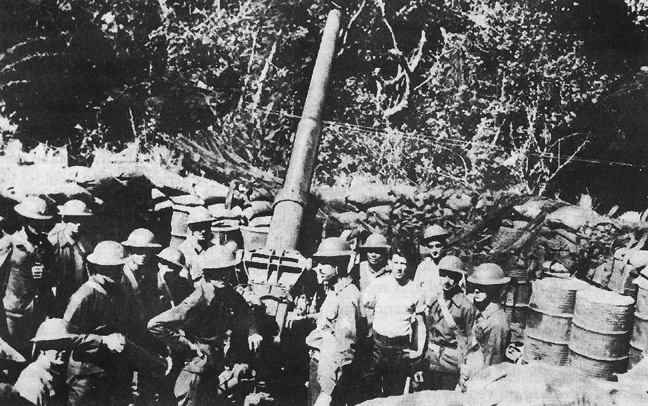
Cañón antiaéreo M3 76 mm en Corregidor.

El arsenal defensivo en Corregidor era formidable, con 45 cañones costeros y morteros organizados en 23 baterías, unos setenta y dos cañones antiaéreos asignados a trece baterías y un campo minado de aproximadamente 35 grupos de minas. Los dos cañones de 300 mm de las baterías Smith y Hearn, con un alcance de 27 km  y una rotación de 360°, eran los de mayor alcance de toda la artillería de la isla.
La isla Caballo, con Fort Hughes (al sur de Corregidor) era el siguiente fuerte de mayor tamaño. Con una extensión de 65 hectáreas, la isla se eleva abruptamente sobre la bahía con una altura de 120 m en el lado occidental. A finales de abril de 1942, el comandante Francis J. Bridget estaba al mando de sus defensas costeras con un total de 800 hombres, de los cuales 93 eran Marines y los 443 restantes eran de la Armada. La artillería costera contaba con 13 piezas, con sus defensas antiaéreas enlazadas a las de la isla Corregidor.
Fort Drum estaba a 6,4 km al sur de Fort Hughes, y era la más inusual de las defensas del puerto. Los ingenieros militares habían cortado por completo la cima de la isla "El Fraile" hasta dejarla al nivel del agua y usaron la isla como cimiento para construir un "acorazado" de hormigón armado, de 110 m de largo y 44 m de ancho con paredes exteriores de hormigón y acero de entre 8 y 11 m  de espesor. La cubierta superior de este acorazado de hormigón se elevaba a 12 m por sobre la línea de marea baja y tenía muros de 6 m de espesor. Estaba equipado con cuatro cañones de 356 mm montados en dos torretas que apuntaban hacia el mar y una batería secundaria de cuatro cañones de 150 mm en dos casamatas laterales, así como cañones antiaéreos. Con una guarnición de 200 hombres, el fuerte era considerado inexpugnable.
Las defensas se completaban con el fuerte emplazado en la isla Carabao, que estaba a solo 460 m de la costa de la provincia de Cavite. Excepto en un punto a lo largo de su orilla oriental, la isla se alza abruptamente del mar en forma de acantilados de más de 30 m de alto. Los estadounidenses construyeron el Fort Frank en esta isla, que a fines de 1941 tenía una guarnición del 400 hombres, principalmente Exploradores Filipinos. Su armamento consistía en dos cañones de 360 mm, ocho morteros de 300 mm, cuatro cañones GPF de 155 mm, además de cañones antiaéreos y de defensa costera.
Los cuatro fuertes en la bahía de Manila, así como el Fort Wint en la bahía de Subic, formaron antes de la guerra las denominadas defensas portuarias de las bahías de Manila y Subic (Harbor Defenses of Manila and Subic Bays), que en agosto de 1941 pasaron a formar parte del Mando de Artillería Costera de las Filipinas. Ambos sistemas defensivos estaban bajo el mando del General George F. Moore quien también estaba al mando de la guarnición de Corregidor. Los 5700 hombres de la Fuerza de Defensa Portuaria (Harbor Defense Force) fueron asignados a cuatro regimientos de artillería costera: el 59.º, el 60.º, el 91.º y el 92.º (el 60.º era de artillería antiaérea, mientras que el 91.º y el 92.º eran unidades de los Exploradores Filipinos), además de cuarteles generales y tropas de servicio.
Unos 500 soldados del Ejército filipino en entrenamiento fueron organizados en el 1.er y 2.º regimiento de artillería costera, pero bajo el control de los dos regimientos de Exploradores Filipinos. El general Moore organizó las fuerzas en cuatro mandos para ejercer control táctico: (1) defensa marítima, (2) defensa de los canales Norte y Sur, al mando del Coronel Paul D. Bunker; (3) defensas antiaéreas y defensas de alerta aérea al mando del Coronel Theodore M. Chase y (4) patrullaje de costa al mando del Capitán Kenneth M. Hoeffel del 16.º Distrito naval de la Armada de los Estados Unidos.
Después de la evacuación de Olongapo en Zambales, cerca de la Base Naval de Subic el 26 de diciembre, el 4.º Regimiento de Marines, al mando del Coronel Samuel L. Howard, pasó a ser la principal unidad de ataque en la isla. La guarnición de Corregidor recibió el más grande grupo de refuerzos justo después de la caída de Bataán, con 72 oficiales y 1.173 soldados de más de cincuenta unidades distintas que fueron integrados y asignados al 4.º Regimiento de Marines. Pocos de los refuerzos estaban entrenados y equipados para combate en tierra. Para el 30 de abril de 1942, el 4.º Regimiento constaba de 229 oficiales y 3.770 soldados, de los cuales solo 1.500 eran miembros del Cuerpo de Marines.

## El asedio

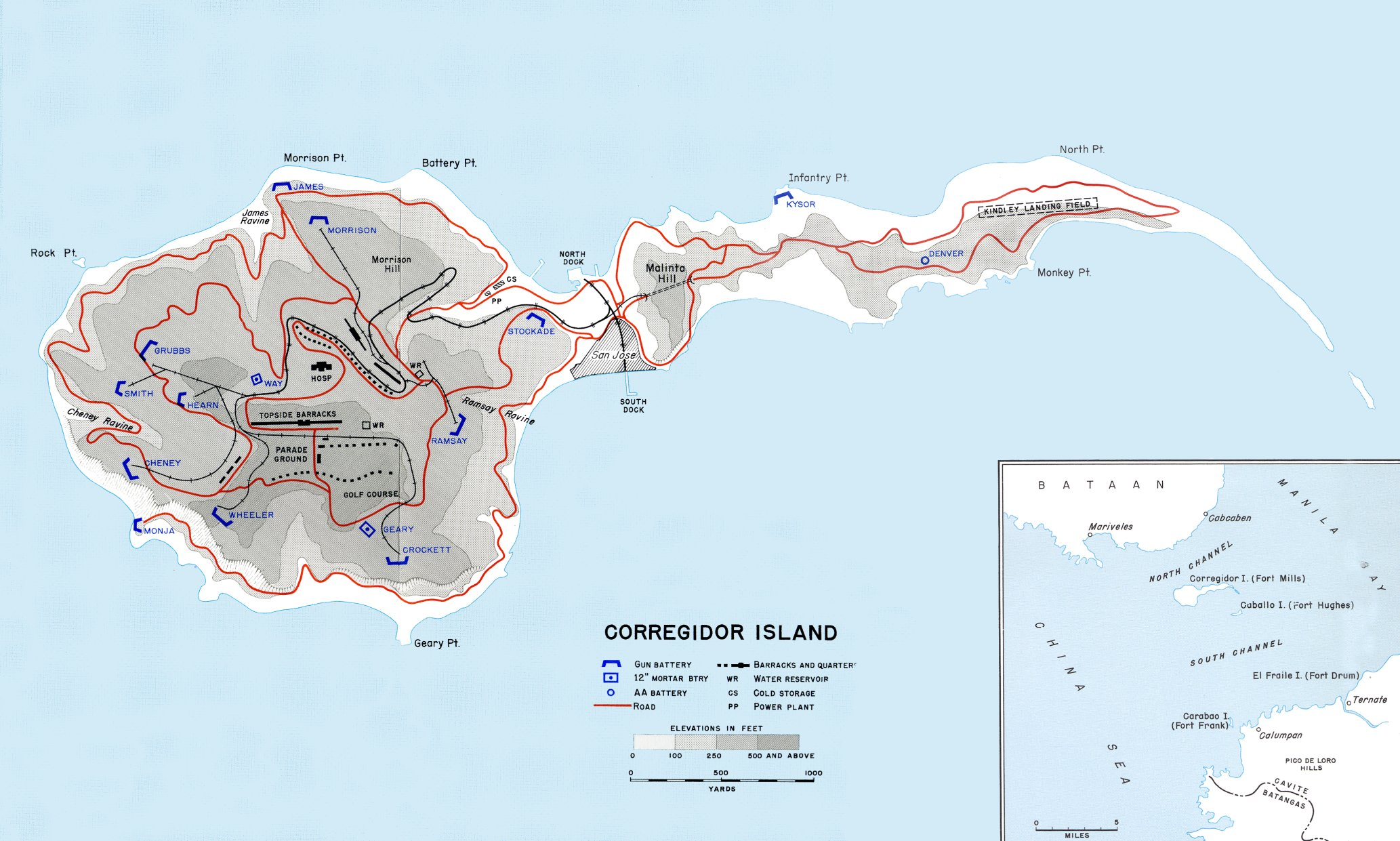
Mapa de la isla de Corregidor en 1941.

El 29 de diciembre de 1941, aviones japoneses bombardearon por primera vez Corregidor. El ataque duró dos horas, y produjo daños en el hospital, las barracas en Topside y Bottomside, el depósito de combustible de la Armada y el club de oficiales. Tres días después, la guarnición de la isla fue bombardeada durante más de tres horas.
Los bombardeos continuaron durante los cuatro días siguientes, pero solamente se efectuaron dos incursiones de bombardeo en lo que restaba de enero, por lo cual los defensores aprovecharon para mejorar y reforzar considerablemente sus posiciones. Los japoneses lanzaron octavillas de propaganda sobre Corregidor el 29 de enero. El 12 de marzo, durante la noche el General MacArthur fue evacuado de Corregidor hacia Mindanao usando cuatro lanchas PT, y desde allí un avión lo transportó a Australia.
Desde el 29 de diciembre hasta fines de abril de 1942, a pesar de los incesantes bombardeos aéreos, navales y artilleros japoneses, la guarnición de Corregidor, que consistía en el 4.º Regimiento de Marines y unidades combinadas del Ejército, la Armada y soldados reclutados en las Filipinas, resistió valientemente, infligiendo grandes bajas de hombres y aviones.

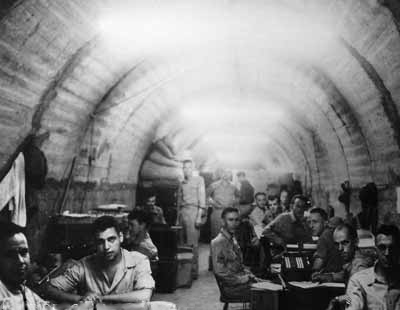
El centro de mando Aliado, dentro del túnel Malinta.

Los defensores vivían con 850 g de comida al día. El agua potable era distribuida dos veces al día, pero el constante bombardeo aéreo y artillero interrumpía con frecuencia la distribución de raciones. Cuando el bombardeo mató a los caballos, los hombres arrastraron los cadáveres al comedor para comérselos. La falta de alimentos complicó la situación de la guarnición de Corregidor, ya que los hombres se iban debilitando y sufrían de nictalopía. Desde Cebú, siete barcos mercantes privados bajo órdenes del Ejército estadounidense fueron cargados con alimentos y zarparon hacia Corregidor. De los siete barcos, solo uno arribó a la isla, el MV Princessa al mando del Teniente 3.º Zósimo Cruz del USAFFE.
El bombardeo artillero japonés empezó inmediatamente después de la caída de Bataán el 9 de abril. Se intensificó durante las semanas siguientes, mientras se iban acumulando más piezas de artillería y se decía que el bombardeo artillero de un día equivalía al daño infligido por todos los bombardeos aéreos combinados. Sin embargo, después de una respuesta inicial por parte de una batería de cañones de 155 mm, el Teniente general Wainwright prohibió el fuego de contrabatería por tres días, temiendo que podrían resultar muertos los prisioneros de guerra heridos que estaban en Bataán.
El bombardeo aéreo y artillero japonés continuó. Los aviones japoneses realizaron 614 incursiones, lanzando 1.701 bombas el equivalente de 365 toneladas de explosivos. Los bombardeos aéreos eran suplementados con nueve obuses de 240 mm, treinta y cuatro de 150 mm y treinta y dos piezas de artillería variadas, que disparaban sus proyectiles sobre Corregidor día y noche. Se estima que para el 4 de mayo, los japoneses habían disparado 16.000 proyectiles sobre Corregidor.
Para el 15 de abril de 1942, la fuerza de combate en las cuatro islas fortificadas, incluyendo personal del Ejército estadounidense, los Exploradores Filipinos, el Ejército Filipino, el Cuerpo de Marines, la Armada y civiles totalizaba alrededor de 14.728 personas.
Para el 28 de abril, un bombardeo aéreo concentrado de la 22ª Brigada aérea del Mayor General Kizon Makami, apoyado por la artillería en tierra en Bataán del 1 al 5 de mayo, precedió las operaciones de desembarco.
En la noche del 4 de mayo, un submarino que retornaba a Australia de su patrulla evacuó a 25 personas. Entre los pasajeros estaban el Coronel Constant Irwin, que llevaba la nómina completa de todo el personal del Ejército, Armada y Marines que seguía con vida; el Coronel Royal G. Jenks, oficial de finanzas, con los libros contables; el Coronel Milton A. Hill, inspector general, tres oficiales del Ejército, seis de la Armada y unas trece enfermeras. Entre la carga que salió de Corregidor estaban varios sacos de correo, los últimos en salir de las Filipinas, así como "muchos registros y ordenes del USAFFE y el USFIP".
En este período, la propaganda japonesa repetidamente declaraba a la población del archipiélago nipón que Corregidor estaba a punto de caer para el otoño, a lo que le siguieron semanas de silencio ya que Corregidor resistía. El Cuartel General Imperial finalmente tuvo que declarar que la resistencia era más dura de lo esperado.

## Caída

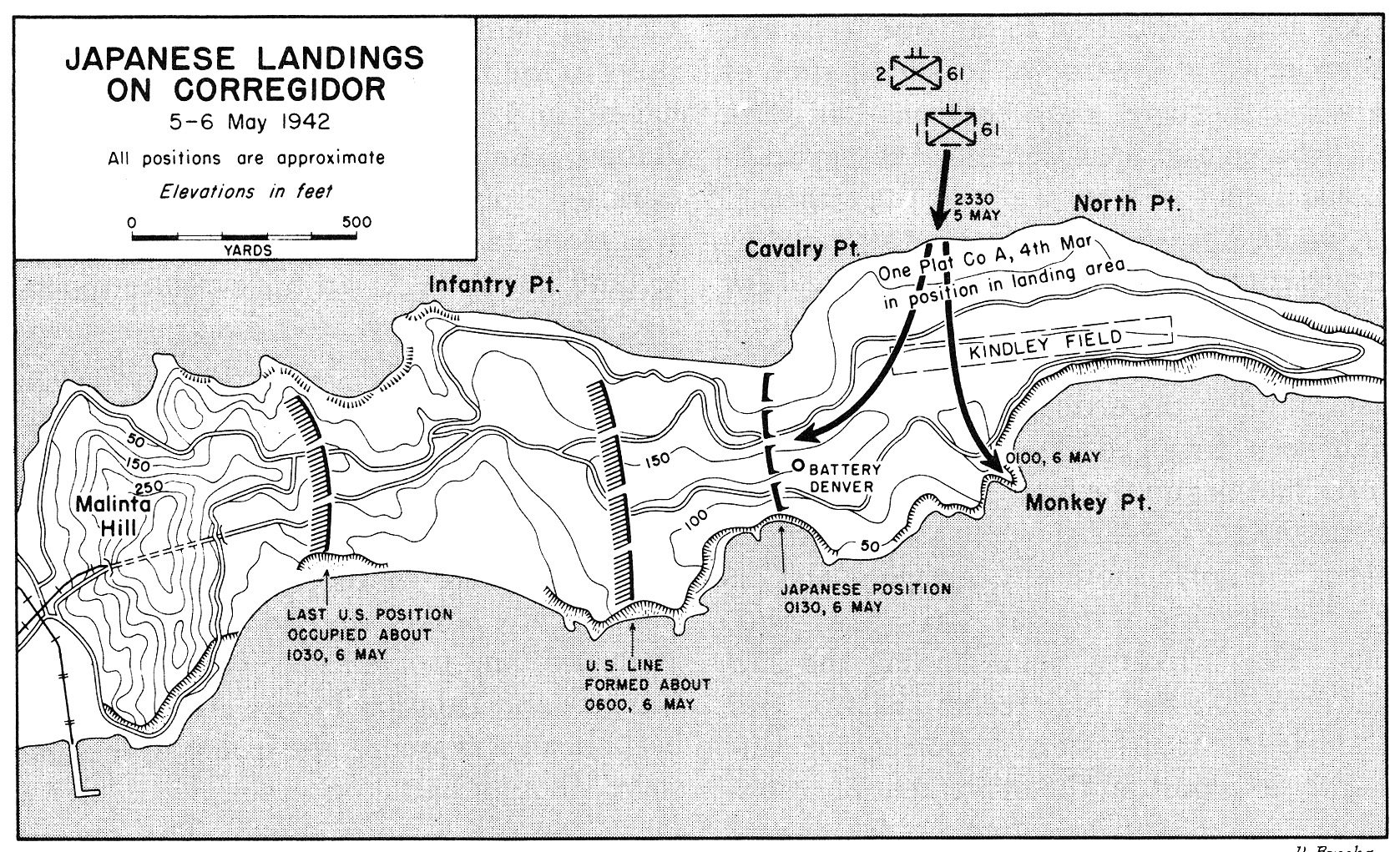
Desembarco japonés en Corregidor, 5–6 de mayo de 1942.

El 5 de mayo, las tropas japonesas al mando del Mayor general Kureo Taniguchi utilizaron lanchones de desembarco y barcazas para efectuar el asalto final a la isla de Corregidor. Poco después de la media noche, un intenso bombardeo de artillería impactó las playas entre Punta Norte y Punta Caballería. El desembarco inicial de 790 soldados japoneses fue rápidamente detenido por la encarnizada resistencia de los defensores filipinos y estadounidenses, cuyos cañones de 37 mm causaron grandes bajas a la flota invasora.

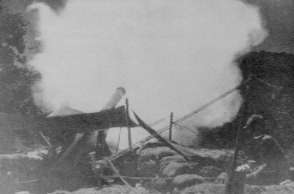
Obús japonés disparando contra Corregidor.

El desembarco japonés fue difícil debido a las fuertes corrientes marinas entre la península de Bataán y la isla de Corregidor, así como a las capas de fueloil proveniente de barcos hundidos al inicio del asedio que cubrían las playas. Las tropas japonesas tuvieron considerables problemas para desembarcar soldados y equipos. Sin embargo, la superioridad numérica de la infantería japonesa, equipada con lanzagranadas Tipo 89 de 50 mm, finalmente obligó a los defensores a retirarse de la playa.
El segundo batallón de 785 soldados japoneses no fue tan exitoso. Este grupo desembarcó al este de Punta Norte, donde las posiciones defensivas del 4.º Regimiento de Marines eran más fuertes. La mayoría de los oficiales japoneses fueron abatidos, mientras que los soldados sobrevivientes fueron atacados con granadas de mano y fuego de ametralladora y fusil. Sin embargo, algunos lograron enlazarse con la primera fuerza invasora y avanzaron juntos tierra adentro, capturando la Batería Denver el 6 de mayo a las 1:30 a. m.
Los estadounidenses lanzaron un contrataque para expulsar a los japoneses de la Batería Denver, siendo esta la lucha más dura entre ambas fuerzas, virtualmente cuerpo a cuerpo. Pocos refuerzos lograron llegar para apoyar al 4.º Regimiento de Marines, pero la batalla se convirtió en un duelo entre las viejas granadas de la Primera Guerra Mundial contra los letalmente precisos lanzagranadas japoneses. Sin refuerzos disponibles, la batalla pronto pasó a ser desfavorable a los Marines.

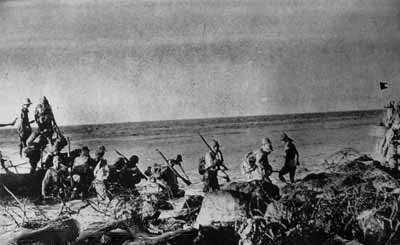
Soldados japoneses desembarcando en Corregidor.

A las 4:30 a. m., el Coronel Howard desplegó sus últimas reservas, compuestas por unos 500 Marines, unos pocos marineros y los soldados del 4.º Batallón. Estos refuerzos trataron de unirse a la batalla lo más rápido posible, pero los francotiradores japoneses se habían infiltrado detrás de las líneas y detuvieron su avance. Para empeorar la situación, 800 soldados japoneses desembarcaron a las 5:30 a. m. El 4.º Regimiento de Marines mantuvo sus posiciones, pero los estadounidenses perdían terreno en otras áreas. Los japoneses también tenían problemas: varias cajas de munición se perdieron durante el desembarco. En consecuencia, varios ataques y contrataques japoneses se hicieron con bayoneta.
El golpe final a los defensores llegó a las 9:30 a. m., cuando desembarcaron tres tanques japoneses y entraron en acción de inmediato. Los hombres de la Batería Denver se retiraron hacia las ruinas de una trinchera de hormigón, situada en proximidades de la entrada del túnel Malinta. Al mismo tiempo, la artillería japonesa lanzó un pesado bombardeo. Al tanto de las consecuencias de la captura del túnel por los japoneses, en cuyo interior yacían unos 1.000 heridos y dándose cuenta de que el túnel Malinta no podría resistir por más tiempo, el Teniente general Jonathan Wainwright supo que más soldados japoneses serían desembarcados por la noche. Por lo tanto Wainwright decidió sacrificar un día de libertad a cambio de un millar de vidas.
En un mensaje radiado al presidente Franklin Delano Roosevelt, Wainwright dijo: "Hay un límite a la resistencia humana, y ese límite se ha sobrepasado hace mucho". El Coronel Howard quemó la bandera del 4.º Regimiento de Marines y la bandera estadounidense para evitar su captura. Wainwright rindió la fortaleza de Corregidor hacia las 13:30 (1:30 p. m.) del 6 de mayo de 1942, enviando dos oficiales con una bandera blanca para llevar su mensaje de rendición a los japoneses.

## Consecuencias

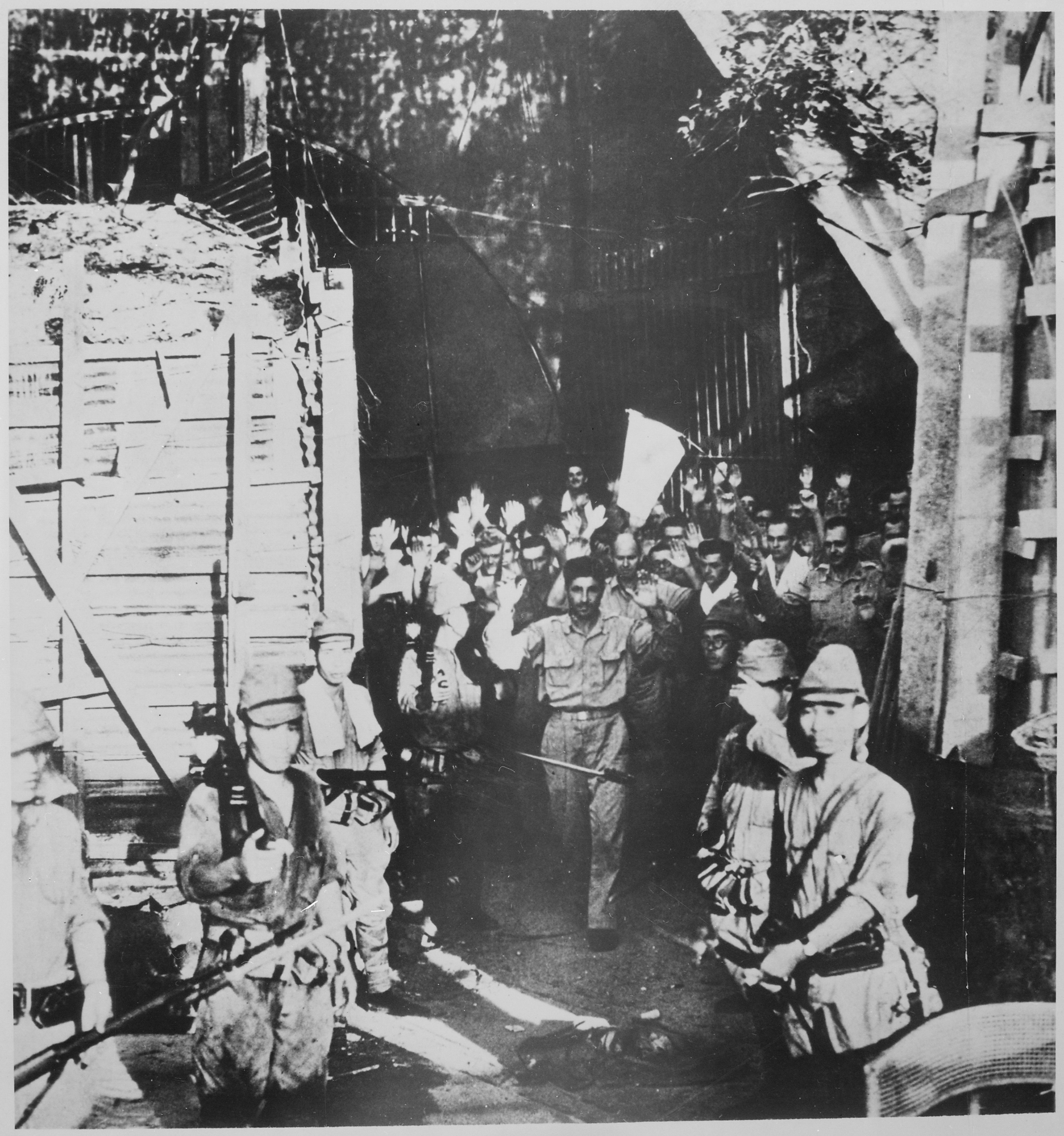
Rendición de los soldados estadounidenses en Corregidor.

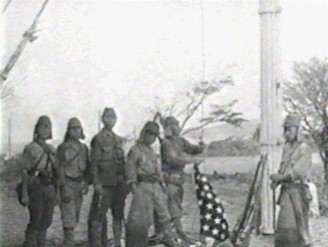
Soldados japoneses arrían la bandera estadounidense del antiguo mástil español en Corregidor.

El total de bajas japonesas entre el 1 de enero hasta el 30 de abril, así como las de los desembarcos iniciales del 5 al 6 de mayo, fueron 900 muertos y 1.200 heridos. Las bajas de los defensores fueron 800 muertos y 1.000 heridos.
La derrota de las tropas estadounidenses en Corregidor marcó la caída de las Filipinas y de Asia, pero el cronograma del plan de ataque del Ejército Imperial Japonés para la conquista de Australia y el resto del Pacífico fue gravemente alterado, la captura de Corregidor tomó 3 meses más que los originalmente previstos. El avance japonés fue finalmente jaqueado en la campaña de Nueva Guinea y la campaña de Guadalcanal, el punto de quiebre en la Guerra del Pacífico.
De los 11.000 prisioneros de guerra estadounidenses y filipinos, unos 4.000 marcharon por las calles de Manila para después ser encarcelados en el Fuerte de Santiago y la Prisión Bilibid, centros penitenciarios transformados en campos de prisioneros de guerra. Las enfermeras del Ejército y la Armada estadounidenses (llamadas "Ángeles de Bataán y Corregidor") continuaron trabajando en Corregidor por varias semanas, para después ser enviadas a Santo Tomás. Las demás fueron enviadas en trenes a diversos campos de prisioneros de guerra. El General Wainwright fue encarcelado en Manchuria. Durante la guerra, miles de prisioneros fueron enviados al archipiélago japonés como trabajadores forzados. Algunos fueron finalmente liberados en el rescate de Cabanatuan y durante la Batalla de Manila. Mientras que la mayoría de las fuerzas Aliadas en Corregidor se rindieron, varios soldados continuaron luchado como guerrilleros.
El General Masaharu Homma, que conquistó las Filipinas en cinco meses respecto a los dos meses planificados, fue relevado de su mando.